# نهضت‌آباد خاوری
نهضت‌آباد خاوری، روستایی در دهستان نهضت‌آباد بخش هلیل دشت شهرستان رودبار جنوب در استان کرمان ایران است.

## جمعیت
بر پایه سرشماری عمومی نفوس و مسکن در سال ۱۳۹۵، جمعیت این روستا برابر با ۹۶۵ نفر (۲۲۱ خانوار) بوده است.